# جبل طارق
جبل طارق (بالإنجليزية: Gibraltar، جبرلتار) هي منطقة حكم ذاتي تابعة للتاج البريطاني، تقع في أقصى جنوب شبه جزيرة إيبيريا على منطقة صخرية متوغلة في مياه البحر الأبيض المتوسط. تسمى محليًا بـ«جبرلتار» وهو تحريف أوروبي للاسم العربي «جبل طارق» سُمِيّت المنطقة على اسم القائد العسكري المسلم طارق بن زياد. كانت المنطقة مستعمرة بريطانية حتى 1981 عندما ألغت بريطانيا هذه المكانة وقررت إقامة مناطق حكم ذاتي في ما بقي من مستعمراتها السابقة. وبعد تغيير طريقة الحكم في منطقة جبل طارق، طالبت إسبانيا بإعادة المنطقة لسيادتها مشيرة إلى أن الاتفاقية بين البلدين تنص بإعادة المنطقة إلى إسبانيا في حال حدوث تنازل بريطاني عنها. أما بريطانيا فأعلنت أنها لم تتنازل عن المنطقة وأن الحكم الذاتي لا يلغي انتماء المنطقة إلى التاج البريطاني. مع ذلك وافقت بريطانيا على فتح ميناء جبل الطارق أمام السفن الإسبانية. في غضون السنوات جددت إسبانيا مطالبتها بإعادة جبل طارق للسيادة الإسبانية وحتى تفاوضت مع حكومة بريطانيا عن هذه الإمكانية، ولكن سكان المنطقة رفضوها بقوة وتظاهروا ضدها إذ كان معظمهم بريطانيو الأصل.

## التاريخ
تعتبر المنطقة مأهولة بالسكان منذ قديم الأزل ويعتبر الفينيقيون من أوائل الشعوب التي استوطنت في المنطقة حوالي 950 ق-م
بعد الفينيقيين أسس الرومان فيها مستوطنة صغيرة استمرت حتى سقوط الإمبراطورية الرومانية
بعد ذلك تعاقب على جبرلتار الفاندال ومن ثم جرى ضمها إلى المملكة الإسبانية حتى الفتح الإسلامي في عام 711 ميلادي، وكان قبل العصر الإسلامي يعرف بجبل كالبي (mons calpe) 

### العصر الإسلامي
قام المسلمون في عهد الوليد بن عبد الملك الخليفة الأموي بالعبور من المغرب بقيادة القائد الأموي طارق بن زياد وذلك في 30 نيسان 711 ميلادي طيلة 4 قرون لم يطرأ أي تعديل عمراني على جبل طارق ولكن اعتباراً من 1150 ميلاديًا وفي عهد السلطان عبد المؤمن أحد سلاطين الدولة الموحدية تم إنشاء مدينة وجرى تحصينها وما تزال آثار المدينة والسور واضحين في القصر المغاربي الموجود في المدينة.
لاحقاً جرى ضم جبل طارق إلى مملكة غرناطة حتى عام 1309م. حين قامت القوات الإسبانية بغزو المدينة هذا الغزو الذي استمر حتى 1333م ليعاد تحرير المدينة عن طريق قبيلة بني مرين الذين أعادوها بدورهم في 1374م لمملكة غرناطة التي احتفظت بالمدينة حتى سقوطها نهائياً بيد الإسبان في عام 1492م لينهي بذلك 750 عاماً من الحكم الإسلامي للمدينة.

### العصر الإسباني
بعد استعادة جبل طارق من قبل الإسبان جرى توطين جماعة من اليهود الإسبان المتحولين (أي ممن قاموا بتحويل دينهم من اليهودية إلى المسيحية الكاثوليكية)
و قد قام أحدهم ويدعى بيدرو دي هريرا بقيادة 4350، يهودي وعمل على إنشاء دويلة في جبل طارق والتي استمرت لمدة 3 أعوام فقط قبل أن يُعاد هؤلاء اليهود إلى غرناطة وتُضم جبل طارق نهائياً للتاج الإسباني الذي أُنشئ في عام 1501. إحدى المعارك الشهيرة التي شهدتها شبه جزيرة جبل طارق هي المعركة البحرية التي دارت بين الأسطول الهولندي والأسطول الإسباني في عام 1607 وأسفرت عن خسارة إسبانية كامل أسطولها البحري الراسي في جبل طارق خلال 4 ساعات فقط لأن الأسطول الهولندي فاجأ السفن الإسبانية وهي راسية في مكانها. اعتبرت الملكة إيزابيلا جبل طارق "مفتاح إسبانيا"، وأن سلامة إسبانيا تعتمد على مدى قوة جبل طارق.

### تاريخ السيطرة البريطانية
في أثناء الحرب التي شنتها الدول المتمثلة في إنجلترا هولندا والنمسا وذلك من أجل إيقاف تحالف إسباني فرنسي قد يؤثر على ميزان القوى في أوروبا وحّدت الدول الثلاثة أساطيلها وقامت بمهاجمة جنوب وغرب إسبانيا وأسفر هجوم حدث في 4 أغسطس 1704 وبعد قصف استمر 6 ساعات بدءاً من الخامسة صباحاً بقيادة الأدميرال جورج روك على رأس قوة مؤلفة من 1800 بحار بريطاني وهولندي أسفر عن سقوط جبرلتار ووقّعت اتفاقية استسلام سمح بموجبها لسكان المنطقة بالنزوح عنها بسلام.
بالرغم من المحاولات الإسبانية الفرنسية لم تتمكن إسبانيا من استعادة شبه الجزيرة ووقعت في عام 1714 معاهدة أوترخت والتي تخلت بموجبها إسبانيا عن جبرلتار لصالح إنجلترا بشكل مؤبد ودائم وأعلنت السيادة البريطانية على شبه الجزيرة.
عبر التاريخ حاولت إسبانيا استعادة جبل طارق فقامت في عام 1779 بحصار الإقليم بمساعدة المدفعية الفرنسية لمدة استمرت 3 سنوات إلا أن الأسطول البريطاني تمكن من فّك الحصار وإلحاق الخسارة بالقوات الفرنسية-الإسبانية وجرى توقيع اتفاقية سلام بين الأطراف المتنازعة.
إنّ جبرلتار وعبر التاريخ كانت واحدة من أهم القواعد البريطانية وقد ازدادت أهميتها مع شق قناة السويس مما دفع القوات البريطانية إلى إنشاء قاعدة بحرية فيها وذلك لحماية مصالحها في مياه البحر المتوسط وفي الطريق المؤدي إلى مستعمراتها في الهند وأستراليا.

### التاريخ المعاصر
في عام 1950 وأثناء حكم الجنرال فرانكو أعادت إسبانيا إثارة المشاكل حول تبعية جبرلتار وزادت تعقيدات حرية حركة الأفراد على الحدود إنّ أول استفتاء حدث حول سيادة شبه الجزيرة كان في عام 1967 وذلك من أجل الاختيار ما بين البقاء تحت السيادة والتاج البريطاني وبين الانتقال إلى السيادة الإسبانية وقد اختار السكان وبأغلبية ساحقة البقاء تحت السيادة البريطانية (12.138 نعم مقابل 44 لا) في عام 1981 عادت جبرلتار إلى محور الأحداث وذلك مع إعلان الأمير تشارلز ولي عهد بريطانيا وزوجته الأميرة ديانا سبنسر رغبتهم في قضاء شهر العسل فيها مما أدى إلى مقاطعة ملك إسبانيا خوان كارلوس وزوجته الملكة صوفيا مراسيم الزواج كان لدخول إسبانيا في الاتحاد الأوروبي دور فعال في فتح الحدود مع إسبانيا بشكل دائم، في عام 1985 حدث استفتاء ثاني في عام 2002 وحمل معه نفس النتيجة السابقة وبأغلبية ساحقة (17.900 نعم مقابل 187 لا).

## الحكومة
يرأس الحاكم الذي يعينه التاج البريطاني حكومة جبل طارق، ويعاونه مجلس يتألف من خمسة قادة تنفيذيين وأربعة من أعضاء مجلس النواب المؤلف من 15 نائباً، ينتخبهم الشعب مباشرة لمدة أربع سنوات، أما مجلس الوزراء فيتكون من ثمانية وزراء فقط، والمحكمة العليا هي أعلى هيئة قضائية في جبل طارق.

## الجغرافيا
تشغل صخرة جبل طارق المكونة من كتلة ضخمة من الحجر الجيري (ترتفع إلى 426 متر فوق سطح البحر) معظم مساحة المنطقة، التي تفتقر إلى الأراضي الزراعية، مع أنها تتمتع بمناخ معتدل، إذ يبلغ متوسط درجات الحرارة في شهر كانون الثاني 13 ْ وفي شهر تموز 29.

## السياسة
بما أن جبل طارق تابعة إلى المملكة المتحدة فإن الملك الحالي تشارلز الثالث يعتبر ملك البلاد ويمثلها في شبه الجزيرة ومنذ عام 2006 السير روبرت فولتون وتعتبر بريطانيا مسؤولة عن الدفاع والعلاقات الخارجية أما تسيير الأمور الداخلية والاقتصادية فإن رئيس الوزراء والوزراء المنتخبين هم من يقودوا البلاد، يجري انتخاب الحكومة كل أربع سنوات.

## البرلمان
يضم البرلمان 17 عضو فقط وهم منتخبون هذه الدورة من 3 أحزاب رئيسية:
- حزب الاجتماعيون الديمقراطيون.
- حزب العمل الاشتراكي.
- حزب الليبراليين.

مع وجود أحزاب أخرى ولكن بدون تمثيل في البرلمان.

## الاتحاد الأوروبي
إنّ جبل طارق هي عضو في الاتحاد الأوروبي منذ عام 1973 ودخلت بموجب الاتفاقية البريطانية مما يجعلها تستثني نقطتين هما السياسة الزراعية المشتركة والاتحاد الجمركي.

## الاقتصاد
إنّ الجيش البريطاني ومنذ زمن طويل يعتبر المحرك الرئيسي لاقتصاد جبرلتار وفي عام 1984 كان يشكل 60% من إجمالي الدخل القومي إلا أنه في العشرين سنة الأخيرة انخفضت حصته لتشكل 7% فقط من إجمالي الدخل القومي وذلك بسبب تشجيع أنشطة اقتصادية أخرى مثل:
- تمركز العديد من دور نشر الكتب ومخدمات ألعاب الشبكة في شبه الجزيرة مستفيدين من النظام الضريبي والنظام القضائي المشجعين لمثل هذا النوع من الاستثمارات.
- السياحة حيث يجذب الإقليم العديد من السياح الإسبان والبريطانيين وخاصة لمشاهدة الصخرة والتمتع برحلة بحرية لمدة يوم واحد.
- كمركز للتسوق حيث تباع البضائع دون ضريبة القيمة المضافة مما دفع العديد من الشركات البريطانية الشهيرة لفتح فروع لها في المنطقة مستفيدين من هذه التسهيلات.

وفقا لإحصاءات 2007\2008 يعادل الناتج القومي 804 مليون جنيه استرليني.

## الثقافة

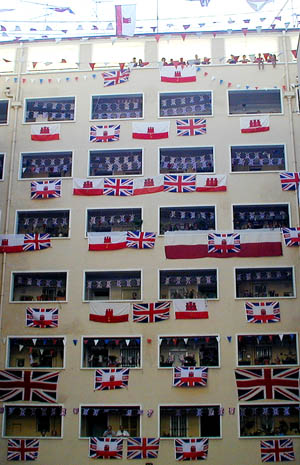
الاحتفال باليوم الوطني لجبل طارق

ثقافة جبل طارق تعكس أصول جبل طارق المتنوعة. في حين أنها لا تخلو من التأثر بالثقافة الاسبانية والبريطانية، علماً أن الأصول العرقية لسكان جبل طارق لا تقتصر على البريطانيين والأسبان، وأنما تشمل عرقيات أخرى مثل إيطاليين جنوى والمالطيية والبرتغالية والألمانية. بالإضافة إلى عدد قليل من اليهود السفارديم من المغاربة أو الهنود. ولكن يبقى النفوذ البريطاني قوياً ومؤثراً على جبل طارق، واللغة الإنجليزية هي لغة الحكومة والتجارة والتعليم ووسائل الإعلام.
يعتبر أول استفتاء أجري على سيادة جبل طارق هو العيد الوطني للبلاد حيث يصادف يوم (10 أيلول/ سبتمبر)، وهو عطلة رسمية يحتفل بها سنوياً، حيث يلبس فيه الجبل طارقيون الألوان الوطنية الملونة بالأحمر والأبيض ويتم إطلاق 30000 من البالونات الحمراء والبيضاء، والتي تمثل شعب جبل طارق. في 4 آب/أغسطس عام 2004 م احتفل بالذكرى المئوية الثالثة للوجود البريطاني في جبل طارق، حيث تم تقديم الاعتراف والشكر على العلاقة طويلة الأمد التي تربط جبل طارق ببريطانيا إلى البحرية الملكية البريطانية وتم عمل سلسلة بشرية من سكان جبل طارق يرتدون اللون الأحمر والأبيض والأزرق حول صخرة جبل طارق. وفي 4 حزيران 2012 احتفل على ستين عاما من حكم ملكة بريطانيا.
تبث هيئة إذاعة جبل طارق محطات تلفزيونية وإذاعية على موجات UHF وVHF المتوسطة. وخدمة الراديو تبث أيضاً عبر الإنترنت. وبالإضافة إلى الإذاعات المحلية توجد إذاعة القوات البريطانية التي تقدم أيضا شبكة تلفزيون الكابل محدودة. الصحيفة الأكبر والأكثر انتشاراً في جبل طارق هي صحيفة «كرونيكل» التي تعد أقدم صحيفة يومية أنشئت في جبل طارق وثاني أقدم صحيفة تصدر باللغة الإنجليزية في العالم وتصدر ستة أيام في الأسبوع.
المطبخ في جبل طارق هو نتيجة لتنوع غني من الحضارات التي مرت على تاريخها. من البربر في شمال أفريقيا إلى الأندلسيين والبريطانية. ومطبخ جبل طارق متأثر بمطبخ مالطا، جنوة، البرتغال والأندلس. وقد أعطى هذا التزاوج بالإضافة إلى الأذواق القادمة من المنطقة العربية والبحر المتوسط والمأكولات البريطانية. يعتبر (البروفيتيروليس) و (التشوكس باستري) وهي أنواع من المعجنات الفرنسية بمثابة الطبق الوطني في جبل طارق. وغالبا ما يتم عمل هذه بعد وجبة الطعام، ويخبز الطبق مثل الخبز المصنوع من دقيق الحمص والماء وزيت الزيتون والملح والفلفل.
جبل طارق تمتلك علما ونشيدا وطنيا خاصين بها.

### السكان
جبل طارق هي واحدة من المناطق الأكثر كثافة سكانية في العالم، حيث يقدر عدد سكانها في عام 2011 من 29752، أي ما يعادل حوالي 4959 نسمة لكل كيلومتر مربع (12840 / ميل مربع). ويجري تلبية الطلب المتزايد على المساحات بشكل متزايد من خلال استصلاح الأراضي الصخرية؛ وتضم الأراضي المستصلحة حاليا ما يقارب 10% من المساحة الإجمالية للإقليم.
وتعكس التركيبة السكانية لجبل طارق العديد من الأوربيين المهاجرين لأسباب اقتصادية وغيرهم من الذين جاؤوا إلى الصخرة قبل أكثر من ثلاثمئة سنة، بعد مغادرة السكان الإسبان لها في عام 1704.
ومن خلال ملاحظة الأسماء المسجلة في القوائم الانتخابية في جبل طارق تبين أصولهم مايلي: بريطانية (27٪)، الإسبانية (24٪) معظمهم من الأندلسيين، الإيطاليية (15٪) خصوصاً من جنوة، البرتغالية (15٪)، المالطية (8٪). وهناك أيضا نسبة صغيرة (أقل من 1٪) مجموعات صغيرة أخرى من المغاربة، الفرنسيين، النمساويين، الصينيين، اليابانيين، البولنديين والدانماركيين.
تعداد جبل طارق لعام 2001 سجل الجنسيات في جبل طارق بأنها: 83.22% جبل طارقية، 9.56% بريطانيون، 3.50% مغاربة، 1.19% إسبانية، و1% «أخرى من سكان الاتحاد الأوروبي».

### اللغة
اللغة الإنجليزية هي اللغة الرسمية في جبل طارق، وتستخدم من قبل الحكومة وفي المدارس. معظم السكان المحليين هم ثنائيي اللغة، حيث يتحدثون الإسبانية أيضاً نظرا لقرب جبل طارق من إسبانيا. ومع ذلك، فإن جبل طارق تتكون من مزيج متنوع من الجماعات العرقية التي تتواجد هناك، حيث توجد لغات أخرى أيضا كالأمازيغية والعربية في المجتمع المغربي، وكذلك الهندية والسندية في المجتمع الهندي والباكستاني. وهناك اللغة العبرية أيضاً التي يتحدث بها أبناء الجالية اليهودية ويتحدث اللغة المالطية عن طريق بعض العائلات من أصل مالطي. وكذلك اللغة البرتغالية المعروفة على نطاق واسع.
يتحدث سكان جبل طارق في كثير من الأحيان لغة عامية فريدة من نوعها في العالم تعرف بالـ (ليانيتوس) الممزوجة بالأندلسية الإسبانية مع الإنجليزية البريطانية وبعض الكلمات من المالطية والبرتغالية وجنوة الإيطالية ولغة حاكيتيا. لذلك يطلق سكان جبل طارق على أنفسهم اسم (اليانيتوس).

### الدين
وفقا لتعداد عام 2012، ما يقرب من 72.1% من سكان جبل طارق هي من الروم الكاثوليك. وتشمل الطوائف المسيحية الأخرى لكنيسة انجلترا (7.7٪)، كما ان 7.1% بأنهم لا دين لهم. ويشكل الإسلام (3.6٪) من السكان. والهندوس (2٪)، الديانة اليهودية تمثل 2.4% من السكان. وكذلك يوجد 763 شخص ينتمون إلى الديانة البهائية.

## الرياضة
تعتبر جبل طارق كياناً داخل التاج البريطاني، لذلك فرياضيوها يمثلون بريطانيا في الألعاب الأولمبية شأنهم شأن رياضيي إنجلترا واسكتلندا وويلز وإيرلندا الشمالية، وتمتلك علما ونشيدا وطنيا خاصين بالكيان لكن لا يسمح له المشاركة في المنافسات الرياضية الدولية، ويمنع مشاركة وفد من جبل طارق في دورة ألعاب البحر الأبيض المتوسط بضغط من إسبانيا رغم أنها تطل على البحر الأبيض المتوسط، أما في كرة القدم فقد سمحت بريطانيا منذ مدة 1993 بإنشاء اتحاد جبل طارق لكرة القدم وتم تكوين منتخب على غرار المنتخب الإنجليزي أو الإسكتلندي. وجبل طارق يستهل مسيرته الدولية أمام سلوفاكيا في مباراة ذات صبغة سياسية.
و يقول آلن بولا مدرب منتخب جبل طارق: سواء فازت أم خسرت، ستحقق جبل طارق مساء الثلاثاء انتصارا سياسيا عندما يواجه منتخبها لكرة القدم سلوفاكيا في أول لقاء له كعضو كامل الأهلية بالاتحاد الأوروبي (يويفا).
وبعد أن تجاوزت معارضة أسبانيا لتتحول إلى العضو الأصغر في اليويفا، يستعد 30 ألف شخص هم تعداد جبل طارق لأن يتابعوا بشغف أول مباراة دولية لمنتخبهم بعد أن اعترفت المنظمة الأوروبية في مايو الماضي بحقها في المشاركة كمنتخب مستقل في كل البطولات.
وأكد مدرب الفريق ألين بولا في مقابلة مع صحيفة (الموندو): «إننا نصنع تاريخا. انتظرنا لوقت طويل الانتماء إلى أسرة اليويفا. الآن يأتي وقت العمل الشاق، منافسة الأفضل في أوروبا. سنقدم كرة قدم جيدة، بأفضل ما في الكرة الأسبانية وأحسن ما يميز الكرة الإنجليزية».
وعارضت أسبانيا، التي تطالب بالسيادة على المستعمرة البريطانية الواقعة جنوبي شبه الجزيرة الأيبيرية، بإصرار انضمام جيل طارق إلى اليويفا، لكنها خسرت المعركة في النهاية.
وستكون مباراة الثلاثاء هي الأولى في معقل الفريق المؤقت، استاد ألجارفي، الواقع بين مدينتي فارو ولولي البرتغاليتين، وهو الملعب الذي ستخوض عليه جبل طارق مبارياتها في تصفيات أمم أوروبا 2016.
ويبدو الاستاد المتواضع لنادي فيكتوريا دي لاروكا، الذي يسع ألفي متفرج، صغيرا للغاية من أجل الوفاء بمتطلبات اليويفا لاستضافة مباراة رسمية.
وبحلول 2016 يأمل اتحاد جبل طارق لكرة القدم في أن يكون قد توفر له استاد أكبر حجما.
ويبعث المدير الفني للفريق في الوقت الحالي برسالة طموحة ويأمل أن يتقدم فريقه خطوات خلال الأعوام المقبلة.
وقال بولا مؤخرا على حسابه بموقع (تويتر): «هناك أمر ينبغي أن يكون واضحا. قبلت العمل من أجل التأهل بجبل طارق إلى يورو فرنسا 2016. ليس فقط للمنافسة في أوروبا».
و قد انضمت جبل طارق سنة 2013 إلى عضوية الاتحاد الأوروبي لكرة القدم ما سيسمح لأنديتها ومنتخبها الوطني بالاشتراك في البطولات الدولية. وجاء الانضمام بناء على التصويت خلال المؤتمر السنوي للاتحاد الأوروبي لكرة القدم لتصبح جبل طارق العضو رقم 54 في الاتحاد.

### الاتحاد الاوروبي لكرة القدم
تقدم جبل طارق بطلب للانضمام لعضوية الاتحاد الأوروبي لكرة القدم عام 1999 إلا أن الطلب قوبل برفض إسبانيا لكن فرصتها تعززت من جديد في 2011 بقرار محكمة التحكيم الرياضية الذي قام الاتحاد الأوروبي على إثره بإعادة النظر في الطلب. ولا تزال إسبانيا تدعي السيادة على جبل طارق بعد أن تخلت عنها لبريطانيا وفقا لمعاهدة أوتريخت عام 1713. وصدر مرسوم من مجلس الرياضة في إسبانيا لكافة الاتحادات الرياضية في البلاد ينص على ضرورة منع أي طلب عضوية من مؤسسات موجودة في جبل طارق، وكانت إسبانيا قد هددت سابقا بمقاطعة أي منافسة تشارك فيها فرق من جبل طارق. أما بريطانيا فقد عززت موقفها الداعم لعضوية جبل طارق في الاتحاد الأوروبي لكرة القدم مؤكدة أنه ليس حالة فريدة من نوعها ضاربة المثل بمنتخب جزر فارو لكرة القدم الذي يمثل جزر فارو في المنافسات القارية، وتقع جزر فارو في شمال المحيط الأطلسي وهي تابعة سياسيا للدانمارك، لكنها تتمتع بحكم ذاتي يسمح لها بالمشاركة في منافسات كرة القدم في القارة الأوربية رغم أنها مبدئيا جزء من الدنمارك، وقد توقعها القرعة ضده. وبهذا قد يكون منتخب إسبانيا لكرة القدم مضطرا للعب ضد منتخب بلد تعتبر إسبانيا أراضيه جزء ا لايتجزأ منها.

## المطار

مطار جبل طارق.

يوجد في جبل طارق مطار يسمى مطار جبل طارق يقوم برحلات اعتيادية إلى المملكة المتحدة ومالطا وإسبانيا عبر إيزي جيت والخطوط الجوية البريطانية والخطوط الجوية الملكية والخطوط الجوية الأندلسية، بيد أن مدرج المطار يتقاطع مع جادة تشرشل فيضطر المطار إلى إيقاف حركة السيارات على جادة تشرشل عند كل إقلاع وهبوط.